# Cyrtodaria siliqua
Cyrtodaria siliqua är en musselart som först beskrevs av Lorenz Spengler 1793.  Cyrtodaria siliqua ingår i släktet Cyrtodaria och familjen Hiatellidae. Inga underarter finns listade i Catalogue of Life.